# Погрібний Степан Федосійович
Степан Федосійович Погрібний (1898, село Дмитрівка, тепер Знам'янського району Кіровоградської області — ?) — український радянський діяч, залізничник, старший машиніст паровозного депо станції Знам'янка Кіровоградської області. Депутат Верховної Ради УРСР 2—4-го скликань.

## Життєпис
Народився у родині робітника-залізничника. До 1915 року працював наймитом у поміщиків.
З 1915 року — підручний робітник, з 1919 року — помічник машиніста, машиніст паровозного депо станції Знам'янка Кіровоградської області.
Під час німецько-радянської війни працював на залізницях в РРФСР, швидкісними методами водив на фронт великовагові поїзди із військовими вантажами.
З 1943 року — машиніст, старший машиніст паровозного депо станції Знам'янка Кіровоградської області. Бригада машиніста Погрібного мала найвищу економію палива (вугілля) у депо та була кращою паровозною бригадою Одесько-Кишинівської залізниці.

## Нагороди
- орден Леніна
- орден Трудового Червоного Прапора (23.01.1948)
- медаль «За доблесну працю у Великій Вітчизняній війні 1941—1945 років»
- медаль «За трудову відзнаку»